# Emanuele Vona
Emanuele Vona (Isola del Liri, 19 maart 1983) is een Italiaanse wielrenner.

## Belangrijkste overwinningen
2007
- 1e etappe Giro della Toscana (U23)
- Eindklassement Giro della Toscana (U23)

2008
- Mercatale Valdarno
- Castello Brianza
- Trofeo Alta Valle Del Tevere
- 2e etappe Giro della Valli Cuneesi nelle Alpi del Mare
- Firenze-Viareggio
- GP Ezio del Rosso

2010
- 1e etappe Brixia Tour

## Ploegen
- 2009 - ISD-Neri
- 2010 - ISD-Neri
- 2011 - Farnese Vini-Neri Sottoli